# Vittorio Emanuele Orlando
Pour les articles homonymes, voir Orlando.
Vittorio Emanuele Orlando, né à Palerme le 19 mai 1860 et mort à Rome le 1er décembre 1952, est un homme d'État italien.
Président italien de la victoire des forces de l'Entente, dont l'Italie fait partie dès 1915, face aux Empires centraux, il représente l'Italie à la conférence de paix de Paris de 1919 avec son ministre des Affaires étrangères, Sidney Sonnino. Orlando est ensuite membre et président de l'Assemblée constituante italienne (1946-1948) qui change le régime politique italien en une république.
Outre son rôle proéminent pour la politique de l'Italie, il est connu pour ses écrits, dont plus de cent travaux sur le thème de la justice, et a travaillé comme professeur de droit,.

## Biographie

### Origines
Fils, petit-fils, arrière-petit-fils d'avocats, Vittorio Emanuele Orlando suit des études de droit à l'université de Palerme de 1877 à 1881.
Il souhaite épouse Eleonora, fille du prince Francesco Lanza Spinelli di Scalea, chez qui il a été précepteur, mais essuie un refus de la famille de l'aristocrate qui épouse Federico Pignatelli d'Aragona Cortés, prince de Noja.

### Professeur de droit
Diplômé, il est chargé d'enseignement de droit constitutionnel à l'université de Palerme, passe les examens du barreau et remporte un concours de l'Institut Lombard pour une étude sur la loi électorale italienne de 1882.
Il enseigne à Modène (1885) puis, en 1886, il remporte le concours pour les chaires de Pavie, Catane et Messine, choisissant cette université et devenant le plus jeune professeur italien. En 1888, il revient à l'université de Palerme pour enseigner le droit administratif, à Palerme, où il est également chargé du droit constitutionnel ainsi que, de 1889 à 1892, les institutions de procédure civile.
Il acquiert, dès 1885, une grande renommée comme juriste par ses publications scientifiques de droit constitutionnel et administratif, faisant du droit public une discipline à part entière sans l'apport des autres sciences sociales comme l'histoire et la philosophie. L'école de droit administratif qu'il crée à Palerme acquiert une influence en Italie, à l'image de son élève, Santi Romano. 
À Palerme, il rouvre son cabinet d'avocat et entame un engagement politique de soixante ans.

### Député libéral
Député libéral modéré de Partinico de 1897 à 1925, soutenu par le parrain Frank Coppola (it), il occupe une position de premier plan à la Chambre : il soutient Antonio di Rudinì et collabore avec Zanardelli et Giolitti, lequel en fait son ministre de l'Instruction publique (de 1903 à 1905) puis de la Justice (de 1907 à 1909).
Il est aussi, à partir de 1903, titulaire de la chaire de droit public, à l'université de Rome.
Il retrouve le portefeuille de la Justice dans les gouvernements Salandra I  et II (de 1914 à 1916) et soutient en mai 1915, l'entrée en guerre de l'Italie aux côtés de la Triple-Entente. Il devient ministre de l'Intérieur dans le gouvernement Boselli (1916-1917).

### «Président de la Victoire»
Son rôle historique commence le 30 octobre 1917, au lendemain de l'humiliante défaite de Caporetto : Orlando devient président du Conseil, à la tête d'une formation d'union nationale, dont le mot d'ordre est « Résister, résister, résister ! ». Il nomme Armando Diaz au poste de chef d'état-major de l'armée le 8 novembre 1917) puis, avec beaucoup d'énergie, il s'emploie à rétablir les forces militaires et morales du pays, à développer l'économie de guerre et à conduire sa nation à la victoire.
Ayant gagné le surnom de « Président de la Victoire », il représente à partir de janvier 1919 l'Italie avec son ministre des Affaires étrangères Sidney Sonnino lors de la conférence de la paix de Paris en vue du traité de Versailles. Il demande aux Alliés d'honorer le pacte de Londres, pour que l'Italie récupère les terres irrédentes. Devant le refus de Wilson de céder ces territoires à l'Italie, il sanglote et quitte temporairement la conférence, ce qui lui vaut le sobriquet de « Pleureur » de Clemenceau. Il reçoit alors le collier de l'Annonciade. Il est cité comme l'un des quatre « Grands » de Versailles avec Georges Clemenceau, Woodrow Wilson et David Lloyd George.
Fragilisé par ces négociations, dans un contexte italien d'après-guerre marqué par l'agitation nationaliste, son gouvernement tombe en juin 1919.
Il revient à Palerme allié aux anciens modérés qui siègent dans l'opposition municipale à Salvatore Tagliavia alors que le courant démocratique du Parti libéral soutient Empedocle Restivo et le Partito Democratico dirigé par le sous-secrétaire à la guerre Andrea Finocchiaro Aprile.
Il prend la présidence de la Chambre après les élections de novembre 1919, et la quitte lorsque le cabinet Nitti arrive. Réélu député aux élections de mai 1921, il soutient les gouvernements Bonomi et Facta I et II.

### Période fasciste
Attentiste face à la montée de Mussolini, il vote la confiance à son Gouvernement le 17 novembre 1922 et participe à la commission chargée d'examiner la réforme électorale votée en juillet 1923 sous le nom de loi Acerbo. Il est réélu en 1924 sur une liste nationale soutenant le niouveau régime. Il ne prend ses distances qu'après la confirmation de l'implication du Duce dans la mort de Giacomo Matteotti, passant dans l'opposition et retournant en Sicile. Il se présente aux élections municipales à Palerme à l'été 1925, mais sa liste recueille un peu plus de 16 000 voix, contre 26 000 à la liste fasciste. Il démissionne de la chambre le 6 août 1925 et refuse sa nomination comme sénateur en 1928.
En 1925, il déclare au Parlement : 

« Si l'on entend par le mot "mafia" un sens de l'honneur poussé à l'extrême ; un refus de la morgue ou de l'outrecuidance de quiconque [...] ; une générosité d'esprit qui, tout en combattant l'orgueil, est indulgente au faible et fait preuve de loyauté envers les amis [...]. Si de tels sentiments et un tel comportement sont bien ce que les gens entendent par "la mafia" [...], nous parlons alors des caractéristiques spéciales de l'âme sicilienne et je déclare que je suis un mafioso et fier d'en être un. »

Redevenu professeur, il demande à être mis en retraite en novembre 1931, afin de ne pas à avoir à prêter serment au régime fasciste.
Secrètement consulté en juillet 1943 par Victor-Emmanuel III avant la destitution de Mussolini, il participe à la rédaction de la proclamation de la poursuite de la guerre signée par Badoglio.

### République italienne
Il revient sur la scène politique nationale après la libération de Rome, nommé président de la Chambre le 15 juillet 1944, jusqu'au 25 juin 1946. Respecté mais sans plus de poids, il défend le maintien de la monarchie à la Consulta Nazionale, puis est élu député de l'Union démocratique nationale à l'Assemblée constituante dont il préside la première séance en tant que doyen d'âge. Il est ensuite nommé sénateur de droit pour la Ire législature de la République italienne. Il intervient notamment à propos du statut de Trieste, et dénonce la ratification du traité de Paris.
Petit de taille, il est un orateur « fougueux, gesticulant, grandiloquent, très représentatif d'une époque où les talents oratoires s'exprimaient plus par d'émouvantes inflexions de voix [...] que par la force des arguments présentés ».
Prenant pour la dernière fois la parole au Sénat le 18 juillet 1952, il meurt des suites d'une hémorragie cérébrale à Rome le 1er décembre à l'âge de 92 ans.

## Publications

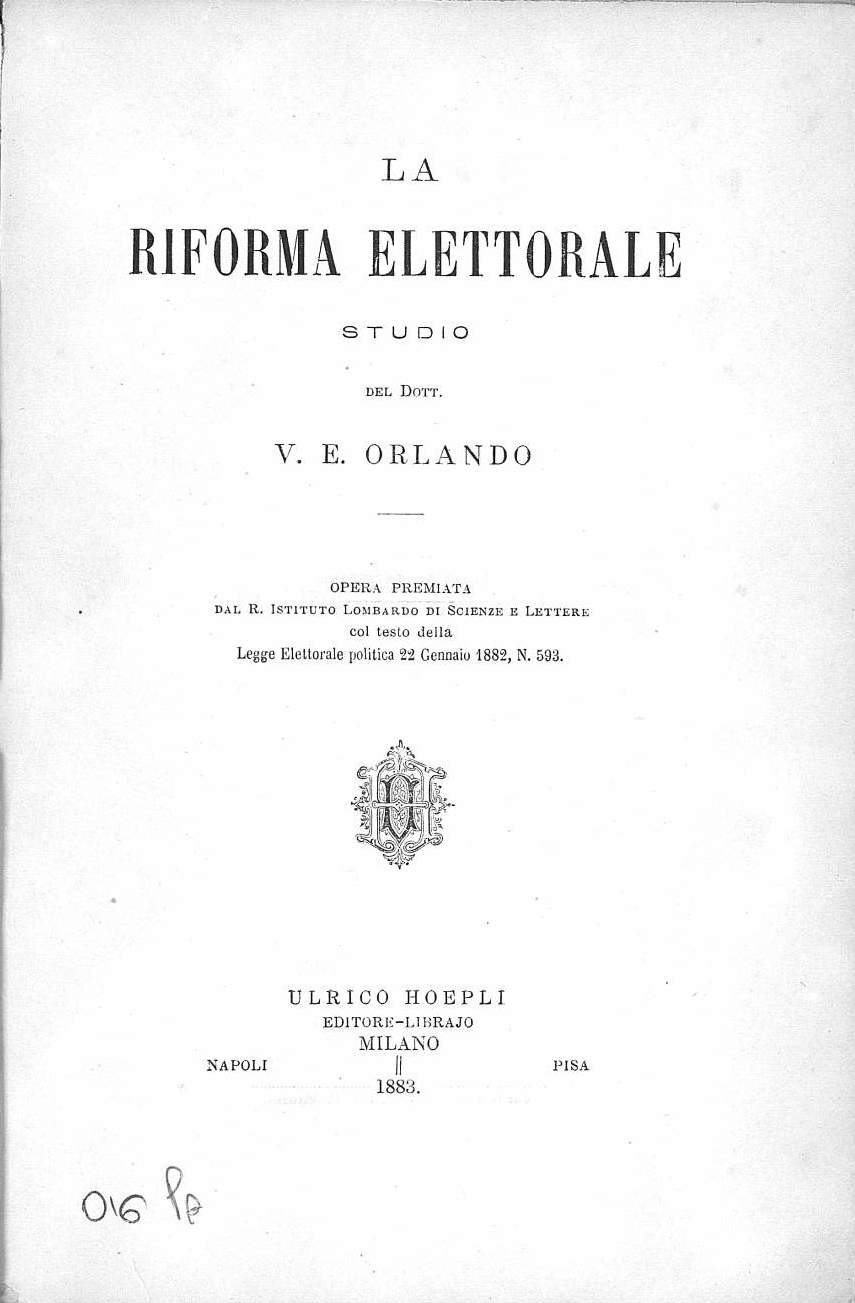
La riforma elettorale, 1883

- Della riforma elettorale, Milano, 1881
  - La riforma elettorale, Milan, Hoepli, 1883 (lire en ligne)
- Le fratellanze artigiane in Italia, Firenze, 1884
- Della resistenza politica individuale e collettiva, Torino, 1885
- Principi di diritto costituzionale, Firenze, 1889
- Principi di diritto amministrativo, Firenze, 1890
  - Principii di diritto amministrativo, Florence, G. Barbera, 1915 (lire en ligne)
- Teoria giuridica delle guarentigie della libertà, Torino, 1890
- Primo trattato completo di diritto amministrativo italiano, vol. 1, Milan, Società Editrice Libraria, 1900
  - Primo trattato completo di diritto amministrativo italiano, vol. 2.2, Milan, Società Editrice Libraria, 1915 (lire en ligne)
  - Primo trattato completo di diritto amministrativo italiano, vol. 2.3, Milan, Società Editrice Libraria, 1935 (lire en ligne)
  - Primo trattato completo di diritto amministrativo italiano, vol. 3, Milan, Società Editrice Libraria, 1907 (lire en ligne)
  - Primo trattato completo di diritto amministrativo italiano, vol. 4.1, Milan, Società Editrice Libraria, 1904 (lire en ligne)
  - Primo trattato completo di diritto amministrativo italiano, vol. 4.2, Milan, Società Editrice Libraria, 1905 (lire en ligne)
  - Primo trattato completo di diritto amministrativo italiano, vol. 5, Milan, Società Editrice Libraria, 1930 (lire en ligne)
  - Primo trattato completo di diritto amministrativo italiano, vol. 6.1, Milan, Società Editrice Libraria, 1930 (lire en ligne)
  - Primo trattato completo di diritto amministrativo italiano, vol. 10.1, Milan, Società Editrice Libraria, 1930 (lire en ligne)
  - Primo trattato completo di diritto amministrativo italiano, vol. 10.2, Milan, Società Editrice Libraria, 1932 (lire en ligne)
- La giustizia amministrativa, Milano, 1901
- Le régime parlamentaire en Italie, Parigi, 1907
- Lo Stato e la realtà, Milano, 1911
- Discorsi per la guerra, Roma, 1919
- Crispi, Palermo, 1923
- Discorsi per la guerra e per la pace, Foligno, 1923
- Diritto pubblico generale e diritto pubblico positivo, Milano, 1924
- Recenti indirizzi circa i rapporti fra diritto e Stato, Tivoli, 1926
- L'opera storica di Michele Amari, Milano, 1928
- Su alcuni miei rapporti di governo con la Santa Sede, Napoli, 1929
- Immunità parlamentari e organi sovrani, Tivoli, 1933
- Diritto pubblico generale, Milano, 1940
- Scritti vari di diritto pubblico e scienza politica, Milano, 1940
- Discorsi parlamentari, Bologna, 2002